# Chalupa (culinária)

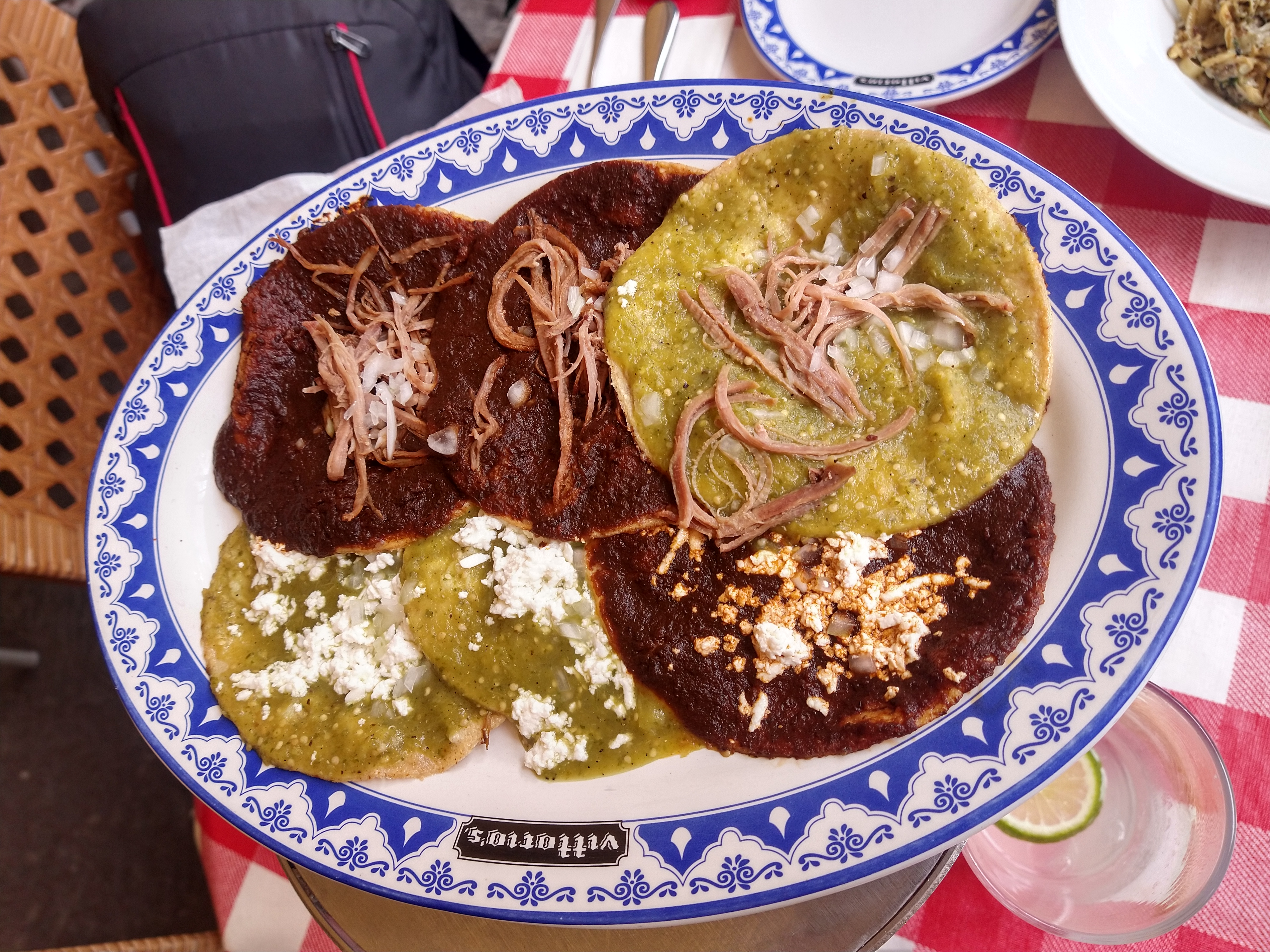
Chalupas poblanas.

A chalupa (pronúncia espanhola: [tʃaˈlupa]) é um prato especial do centro-sul do México, incluindo os estados de Hidalgo, Puebla, Guerrero e Oaxaca.

## Descrição
As chalupas são feitas pressionando uma fina camada de massa masa ao redor de um pequeno molde, criando no processo um recipiente côncavo semelhante ao barco de mesmo nome e, em seguida, fritando o resultado para produzir xícaras de milho rasas e crocantes. Estas são recheadas com vários ingredientes, como frango desfiado, carne de porco, cebola picada, pimenta chipotle, salsa vermelha e/ou salsa verde. Elas podem, em muitos casos, se assemelhar a tostadas, pois ambas são feitas de massa à base de massa frita ou assada.   
As chalupas tradicionais, encontradas em Cholula, Puebla, são massas fritas pequenas e grossas em forma de barco, cobertas apenas com salsa, queijo e alface picada. Outras regiões do México adicionam variações, que podem incluir chouriço, carne de porco, frango desfiado ou feijão frito, além das coberturas clássicas de queijo, salsa e alface.  Em outros casos, o formato da masa frita é redondo, lembrando uma tostada, com coberturas tradicionais de chalupa. 

## Nos Estados Unidos
A popularidade generalizada de chalupas em todo o México também influenciou a culinária de restaurantes de estilo mexicano nos Estados Unidos. Entre os exemplos notáveis nos EUA estão as versões de fast-food, que, ao contrário de seu homônimo mexicano, são cascas de tortilla fritas cobertas com vários ingredientes. Uma casca de tortilla mais espessa e várias coberturas têm mais em comum com o pão frito navajo e o uso de pão frito como base para um taco do que a tradicional chalupa encontrada no México. 